# MJ-12
MJ-12（マジェスティック・トゥウェルヴ、英: Majestic 12）とは、宇宙人に関する調査や、宇宙人との接触や交渉を、過去60年に渡って秘密裏に行ってきたとされるアメリカ合衆国政府内の委員会の名称とされているもの。

## 概要
アメリカ合衆国の政府高官や科学者など12人の専門家で構成されており、「世界を陰で操っている」とされる。1984年にアマチュアのUFO専門家が「MJ-12 の活動についての秘密文書」や、ハリー・トルーマン大統領の署名が入った手紙などを「発見」し、その後アメリカ国内で盛んに流布され、マスコミでも取り上げられブームとなった。日本でも当時のオカルト番組や雑誌で特集された。この「秘密文章」の信憑性については、一時期FBIも公式に調査を行った。その後、「MJ-12 に関する極秘文章」と称する書類がアメリカ各地で次々に「発見」され、現在までに数千ページも収集されている。
以上はMJ-12＝マジェスティック12説の記述である。この説とは別にMJ-12＝マジョリティー12説が存在する。（→#マジョリティー12説）この説によれば「マジェスティック12」説は「マジョリティー12」の存在を隠すための偽情報であるという。

## MJ-12メンバー
- ロスコー・H・ヒレンケッター（英語版）（第3代CIA長官、海軍大将）
- ヴァネヴァー・ブッシュ（マンハッタン計画の関係者、MIT副学長、工学部学部長、工学博士）
- ジェームズ・フォレスタル（第47代アメリカ合衆国海軍長官、初代アメリカ合衆国国防長官）
- ネーサン・ファラガット・トワイニング（第3代アメリカ空軍参謀総長、統合参謀本部議長、アメリカ統合参謀本部議長、空軍大将）
- ホイト・ヴァンデンバーグ（第2代アメリカ空軍参謀総長、第2代CIA長官、空軍大将）
- ロバート・モンターギュー（英語版）（陸軍大将）
- ジェローム・ハンセーカー（英語版）（MITの航空技師、工学博士）
- シドニー・サウアーズ（英語版）（アメリカ国家安全保障会議秘書官）
- ゴードン・グレイ（英語版）（国家安全保障問題担当大統領補佐官、国防動員局（ODM）長官）
- ドナルド・メンゼル（アメリカ天文学会会長、天文学博士）
- デトリーブ・ブロンク（英語版）（ジョーンズ・ホプキンス大学学長、全米科学アカデミー会長、博士）
- ロイド・バークナー（英語版）（物理学者、博士）

## MJ-12関連の宇宙人情報
推測も含め、一連の情報は、時系列順におよそ以下のような内容である。

### ロズウェル事件（1947年）
ロズウェルでUFOが墜落し、身長1.2m程度の3～4体の宇宙人の死体が回収されたが、1体は生存しており、その後数年間生きたとか、1980年の宇宙人との会見時まで生き、その際に宇宙人側に引き渡されたともいわれる。その宇宙人は地球人とは全く異なるものであり、映画「E.T.」に登場した宇宙人をやや恐ろしくしたような容貌だった。通称グレイと呼ばれる。

### MJ-12設置（1947年）
ロズウェル事件に対処するためトルーマン大統領は　MJ-12委員会を設置した。

### ニューメキシコ州（1947年）
ニューメキシコ州でもUFOの墜落事件があり、現場から宇宙人の死体が回収された。宇宙人は身長約1.2m程度であったが、外見は人間そっくりであった。

### MJ-12と宇宙人のコンタクト（1954年頃）
MJ-12は、宇宙人の高度な科学技術を入手しようと、宇宙人との交渉を開始した。人間型の宇宙人は技術の提供と引換えに核廃絶を要求してきたが、MJ-12はこれを拒否した。また、遺伝子実験のための牛や人間の誘拐を黙認することも要求。MJ-12はこれを受諾した。グレイ側の使者はクリルといい、クリルは、地球人を創造したのは自分たちであると主張し、またキリストも彼らが創ったものであると主張した。グレイは、放射線等の影響でDNAが変質しはじめており、DNAの変質を食い止めるため、人間の体成分・体組織が必要だと主張した。そのために、牛や人間を実験台とした生体実験を行うとのことである。

### ケネディ、アポロ計画発表（1961年）
月にあるといわれたグレイの基地へ使者を派遣するための計画だったともいわれる。

### ケネディ暗殺（1963年）
ケネディがグレイの存在を公表しようとしたためともいわれる。先行する「MJ-12」文書を否定し、「マジョリティー12」を支持した人物らによって主張された。

### キャトル・ミューティレーションの公式報告（1967年）
キャトル・ミューティレーション現象がコロラド州で報告される。またアメリカの軍産複合体やCIAなどの情報機関が「イーブ人」と地球勢力に名付けられた異星人との宇宙空間における覇権の交渉がなされている時期でありプロジェクト・セルポなる異星人との文明交換と異星交換留学プロジェクトが開始されることから、キャトル・ミューティレーションはグレイへの見返りとして地球の動物を彼らに差し出した結果であるとの主張もある。

### アポロ13号燃料タンク爆発事故（1970年）
アポロ13号が燃料タンク爆発事故で、計画変更・帰還を余儀なくされた。「核爆弾で月のグレイの基地を破壊するのが目的だったが、グレイの妨害によって事故となり、これ以降月の基地への攻撃は断念された」といわれる。しかし実際にアポロ計画はアポロ17号まで継続され、月にも着陸している。

### 映画『未知との遭遇』公開（1977年）
スティーヴン・スピルバーグがアメリカ政府の協力の下、宇宙人の存在について人類にショックを与えないように、宇宙人に関する予備情報を与える目的で制作した映画で、基本的には実話ともいわれる。グレイとの最初のコンタクトについて描いたものだと言われるが、この説に根拠や証拠が全くなく、UFO騒動に困り果てたアメリカ政府が宇宙人の存在はSF上の神話と印象付け、未確認の飛行物体は100％最新UAVとステルス機だと軍の広報機関が宣伝する時期でもあった。

### 米国で情報公開法訴訟（1978年）
情報公開法に基づく訴訟の結果、CIAのUFO情報の一部が公開され、1947年頃にUFOの墜落事件があったらしいことや、アメリカ政府がUFOの調査・研究を行う傍らで、国民の関心を削ぐための情報操作・世論操作を行ってきたことが明らかになった。

### グレイと米国の密約交渉（1980年）
グレイとアメリカ政府との間で、いわゆる密約がなされ、グレイが所有している植民惑星「セルポ」の種と地球の種との間で互いの未知なる遺伝子を融合させ新しい生物を創造するために、地球の主要な山脈地下にあるエデン（巨大な空洞・空間）にグレイ達は隠れ家の建設を要求。この頃からパンスペルミア説の流布も始まり、地球と異星人の交流も盛んになったと推測する都市伝説作家や陰謀論者が多いが真偽は不明のままである。

### 映画『E.T.』公開（1982年）
人類がパニックを起こさないよう、「宇宙人は平和的である」との教育・イメージ作りのために制作されたといわれる。

### MJ-12文書公表（1987年）
アメリカのTVプロデューサーのもとに、謎の人物からMJ-12に関する資料が届けられた。資料は、1952年に作成されたもののコピーであり、当時の次期大統領アイゼンハワーに対して、MJ-12計画を説明するために作成された文書という内容であった。
その概要は、1947年にロズウェルでUFOの墜落事件があり、4体の宇宙人の死体が回収された。その宇宙人は地球人とは全く異なるものであった。そしてこの問題に対処するため、トルーマン大統領はMJ-12委員会を設置した。また1950年にはメキシコ国境近くでもUFO墜落事件があった。これらの事実は極秘にされなければならない、という内容であった。
ただしこの文書の大統領のサインは、別の公文書からコピーしたものであることが分かっており、また文書自体の信憑性についても公表直後から疑問が呈されていた（書式の体裁の細部がずさんである。あり得ない大統領命令通し番号が振られている。トルーマン大統領の署名の入った文書のはずが、彼の大統領辞任（1953年）から何年も経った 1960 年代に発売されたコロナ社製のタイプライターが使われている。文章中で宇宙人のことを"Extra Terrestrial"、マスコミのことを "media" と呼んでいるが、これは 1960 年代に一般的に使われるようになった言葉で、1950 年代には"Alien"、"press" が一般的であった。また、"impacted" という言葉が文章中に使われているが、当時はこのような動詞は存在しなかった）。そのため、この文書が後の時代に偽造されたことは明確であり、トルーマン大統領によるMJ12の設置命令の信憑性自体も疑われることになった。また、アメリカ国立公文書記録管理局で発見された「カトラー文書」（アイゼンハワー大統領の補佐官ロバート・カトラーによるメモ）も同様の矛盾から、誰かが国立公文書記録管理局に紛れ込ませた偽造文書である可能性が高いとされる。
当時、「MJ-12」文書を否定し、「マジョリティー12」を支持するグループも現れた。

### エクスカリバー開発・レプタリアンとの交渉（1989年）
アメリカが、地下基地破壊用の弾頭を開発。またグレイの駆逐について、凶暴な宇宙人とされる爬虫類型の宇宙人レプタリアン（へびの紋章を持つ）（ドラコニアン、もしくはレプティリアンとも呼ばれる）とも交渉したが、拒絶される。むしろ、太古の地球に存在したといわれるレプタリアンの一団は、再び地球を支配するために接近中であるともいわれる。
レプタリアンは様々なタイプがあると言われており、ビッグフット型、プテラノドン型、ティラノサウルス型、トカゲ型など他にも多くの種類があるそうである。グレイがレプタリアンのサイボーグだとも言われている。

## MJ-12問題の本質

### ヨハネの黙示録との関係
一連の話は、（単なる人間のいたずらか、本物の宇宙人かは別として、また真実か嘘かは別として、また単一の意志か相互に連絡のない複数の意志かは別として）何者かが関与して創られた話ないし事件といえるが、聖書とりわけヨハネの黙示録との関連を指摘できる。
レプタリアンないしドラコニアンと呼ばれるへびの紋章を持つ爬虫類型の宇宙人という話は、ヨハネの黙示録の「年を経たへび（龍）」を連想させる。ヨハネの黙示録では、創世記での「へび」が変化（進化）したものが龍になって現れるとされている。
また、ヨハネの黙示録には「人の子のようなもの」が登場し、身長1.2mの宇宙人という話はこれを連想させる。
そして、ヨハネの黙示録には「蛙のような悪霊」が登場し、グレイはこれを連想させる。

## マジョリティー12説
アメリカ海軍の元情報将校であったミルトン・ウィリアム・クーパーの主張した説である。クーパーによれば、「マジェスティック12」説とそれを暴いた文書は、「マジョリティー12」を隠蔽するための偽の暴露作戦であるという。